# Hotel hello
Hotel hello is een studioalbum van Gary Burton en Steve Swallow. Beide musici kenden elkaar al door en door, ze waren samen al sinds beginjaren 60 bezig met plaatopnamen. Dit album werd opgenomen in de Aengus geluidsstudio in Fayville op 13 en 14 met 1974.

## Musici
- Gary Burton – vibraharp – elektronisch orgel, marimba
- Steve Swallow – basgitaar, piano

## Muziek
| Nr. | Titel                             | Duur |
| --- | --------------------------------- | ---- |
| 1.  | Chelsea bells (Swallow)           | 4:23 |
| 2.  | Hotel overture + vamp             | 3:39 |
| 3.  | Hotel hello (Swallow)             | 5:22 |
| 4.  | Inside in (Mike Gibbs)            | 2:41 |
| 5.  | Domino biscuit (Swallow)          | 1:54 |
| 6.  | Vashkar (Carla Bley)              | 5:56 |
| 7.  | Sweet henry (Swallow, Jack Gregg) | 4:00 |
| 8.  | Impromptu (Burton, Swallow)       | 2:27 |
| 9.  | Sweeping up (Swallow)             | 5:24 |